# Stare Kozłowice
Stare Kozłowice (prononciation : [ˈstarɛ kɔzwɔˈvit͡sɛ]) est un village polonais de la gmina de Wiskitki dans le powiat de Żyrardów de la voïvodie de Mazovie dans le centre-est de la Pologne.

## Histoire
Le 12 septembre 1939, cinq prisonniers de guerre sont exécutés par la 2e division légère de l'armée allemande dans ce village.
De 1975 à 1998, le village appartenait administrativement à la voïvodie de Skierniewice.